# Stu Inman
Stu Inman, né le 2 août 1926, à Alameda, en Californie, et mort le 30 janvier 2007, à Lake Oswego, en Oregon, est un ancien joueur, entraîneur et dirigeant américain de basket-ball. Il évoluait au poste d'ailier. Il a été manager général des Trail Blazers de Portland de 1981 à 1986.

## Dans la culture populaire
Il est incarné par Tom Papa dans le film Air Jordan (2023).